# Myburgh Streicher
Daniel Myburgh Streicher (Swellendam, 27 maart 1928 – Strand, 21 februari 2005) was een Zuid-Afrikaans politicus.

## Biografie
Hij volgde een studie aan de Universiteit van Stellenbosch (B.Sc.) en  was sinds 1948 politiek actief binnen de Verenigde Party (VP). Van 1950 tot 1952 was hij secretaris van de jeugdbeweging van de VP. Van 1955 tot 1958 was hij lid van de Provinciale Raad van de Kaapprovincie namens Port Elizabeth-Zuid en in 1958 werd hij voor de VP in de Volksraad (parlement) gekozen. Hij vertegenwoordigde een district dat een deel van de stad Port Elizabeth besloeg. Myburgh Streicher maakte binnen de fractie van de VP deel uit van de conservatieve "oude garde" ("Old Guards") en stond daarbij tegenover de hervormingsgezinden "Jonge Turken" ("Young Turks") die de confrontatie zochten met de Zuid-Afrikaanse apartheidsregering van de Nasionale Party (NP). Als parlementariër hield Myburgh Streicher zich vooral bezig met landbouwzaken, bosbouw, visserij, exploitatie van natuurlijke hulpbronnen e.d.
In 1971 werd hij gekozen tot voorzitter van de Kaaplandse VP. Hij verzette zich in 1977 tegen de plannen om de VP, de Progressive Reform Party (PRP) en de Demokratiese Party (DP) te doen laten fuseren tot een progressieve oppositiebeweging. Als gevolg hiervan werd hij met twee fractiegenoten die zich eveneens tegen deze plannen verzetten, geschorst als lid van VP. De Verenigde Party viel mede als gevolg hiervan uiteen in drie nieuwe partijen. Aan een van deze drie nieuwe partijen, de rechtse Suid-Afrikaanse Party (SAP), gaf Myburgh Streicher leiding. Tijdens het verkiezingsjaar 1977 voerde de SAP campagne voor een multiraciaal federaal Zuid-Afrika onder blanke bevoogding. Myburgh Streicher verloor bij de parlementsverkiezingen van 1977 zijn zetel in het parlement. 
In 1980 ging de SAP op in de Nasionale Party (NP) en voor deze partij werd Myburgh Streicher in 1981 in het parlement gekozen. Hij vertegenwoordigde het kiesdistrict De Kuilen (Kaapse Schiereiland). Hij werd in 1989 en in 1994 herkozen. Van 1986 tot 1989 was hij onderminister van Vervoer en van 1994 tot 1997 was hij fractievoorzitter van de NP in het parlement.
Daniel Myburgh Streicher overleed in 2005.